# Villahermosa, Ixhuatlán de Madero
Villahermosa är en ort i Mexiko.   Den ligger i kommunen Ixhuatlán de Madero och delstaten Veracruz, i den sydöstra delen av landet, 180 km nordost om huvudstaden Mexico City. Villahermosa ligger 172 meter över havet och antalet invånare är 123.
Terrängen runt Villahermosa är huvudsakligen kuperad, men åt nordost är den platt. Villahermosa ligger nere i en dal. Runt Villahermosa är det ganska tätbefolkat, med 100 invånare per kvadratkilometer. Närmaste större samhälle är Tlachichilco, 18,5 km sydväst om Villahermosa. I omgivningarna runt Villahermosa växer huvudsakligen savannskog.